# St. Peter und Paul (Bodman)

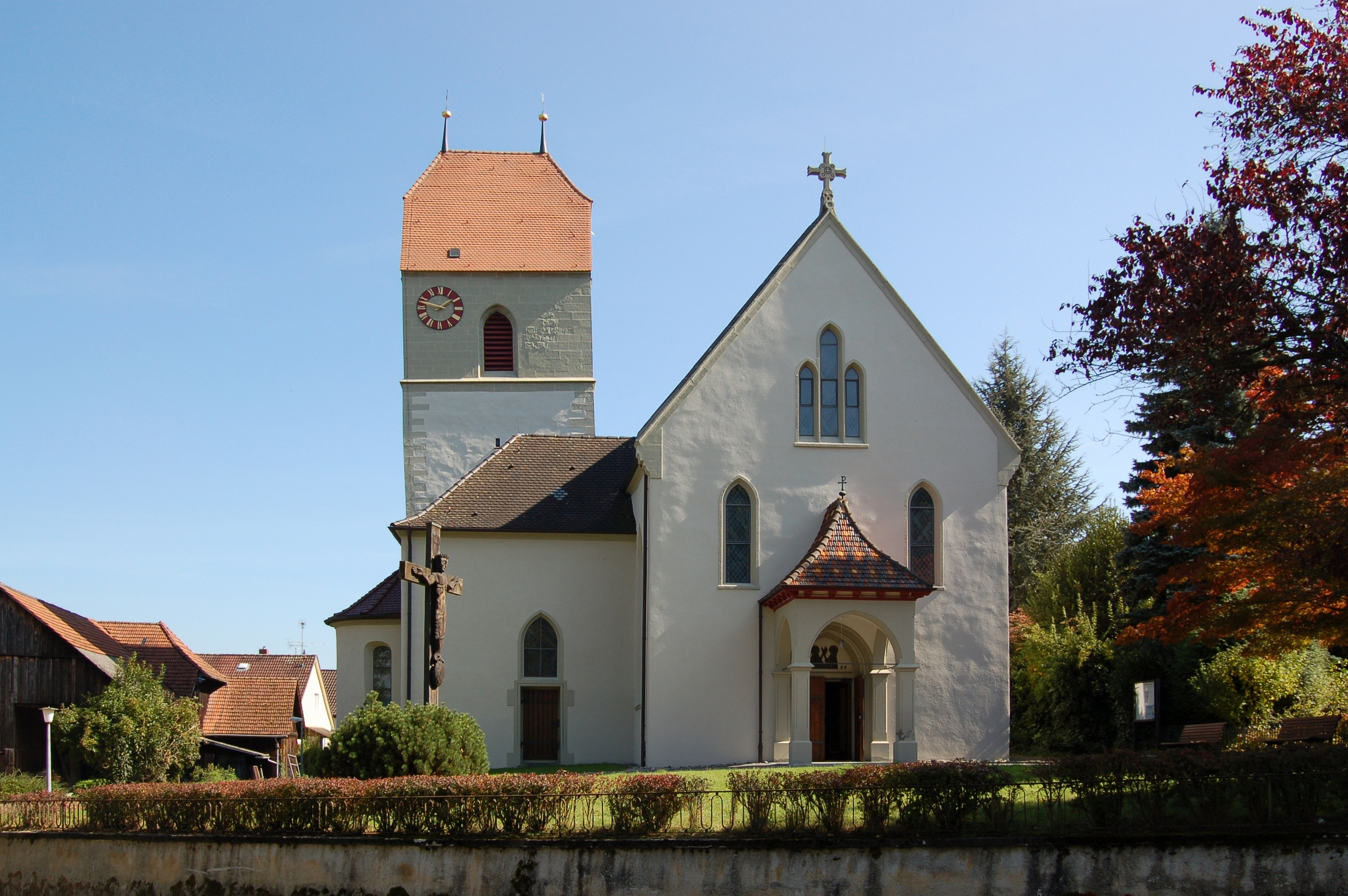
St. Peter und Paul in Bodman

Die römisch-katholische Pfarrkirche St. Peter und Paul steht in der ehemaligen Gemeinde Bodman, das mit Ludwigshafen zu Bodman-Ludwigshafen im Landkreis Konstanz von Baden-Württemberg vereint wurde. Die Kirchengemeinde gehört zum Dekanat Konstanz des Erzbistums Freiburg. Die Kirche ist als Denkmal beim Landesamt für Denkmalpflege Baden-Württemberg eingetragen.

## Beschreibung

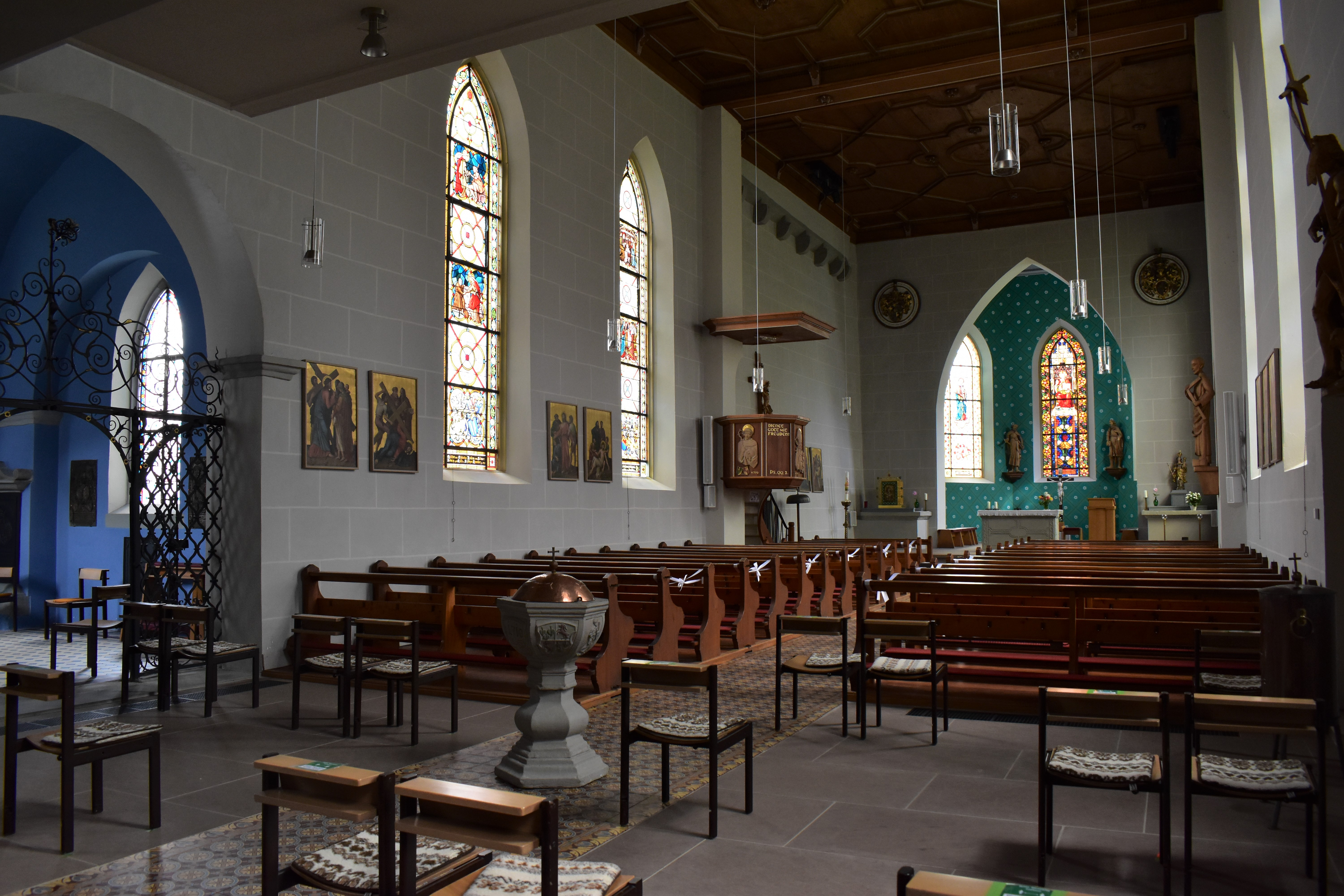
Innenansicht

Die Saalkirche wurde unter Verwendung der Reste des gotischen Vorgängerbaus 1616 neu erbaut. Sie besteht aus einem Langhaus und einem Kirchturm an der Nordseite des Langhauses neben dem eingezogenen, dreiseitig geschlossenen Chor im Osten. Das oberste Geschoss des quer mit einem Krüppelwalmdach bedeckten Kirchturms beherbergt die Turmuhr und den Glockenstuhl, in dem vier Kirchenglocken hängen.
Der Innenraum des Langhauses, in dem 1888 Emporen eingebaut wurden, ist mit einer Kassettendecke aus dem 17. Jahrhundert überspannt. Im hinteren Bereich befindet sich eine mit einem Kreuzgratgewölbe überspannte Kapelle mit der Grablege für die Familie Bodman. Ihre Wappen befinden sich über dem Chorbogen.